# گیوم لوبلان
گیوم لوبلان (انگلیسی: Guillaume LeBlanc؛ زادهٔ ۱۴ آوریل ۱۹۶۲) ورزشکار دو و میدانی اهل کانادا است.
وی در مسابقات کشوری و بین‌المللی در مجموع برندهٔ ۱ مدال طلا، ۱ مدال نقره شده‌است.